# Seychellenfalke
Der Seychellenfalke (Falco araeus), auch als Seychellen-Turmfalke bezeichnet, ist ein kleiner, schlanker Vogel aus der Gattung der Falken. Er ist auf den Seychellen endemisch.

## Merkmale
Der Seychellenfalke ist mit einer Größe von 15 bis 24 Zentimetern der kleinste Vertreter der Eigentlichen Falken. Die Flügelspanne beträgt 44 bis 47 Zentimeter und die Schwanzlänge 11 bis 12 Zentimeter. Die Männchen erreichen ein durchschnittliches Gewicht von 73 Gramm. Die Weibchen sind mit 87 Gramm etwas schwerer. Beim männlichen Altvogel sind Rücken und Flügel kastanienbraun und schwarz gefleckt. Kopf und Bürzel sind dunkelgrau. Am Kinn ist ein kurzer Bartstreif zu erkennen. Der mittellange, graue Schwanz hat vier dünne schwarze Binden. Die Subterminalbinde zeigt eine weißliche Spitze. Die Unterseite ist beigerosa. Kehle und Unterschwanz sind weißer. Im Flugbild sind Körper und Unterflügeldecken beigerosa. Die Unterschwanzdecken, die gräulichen Handschwingen und die rosa getönten Armschwingen sind dunkel gebändert. Kopf, Bürzel und Schwanzoberseite sind grau. Rücken und Flügel sind kastanienbraun. Die Handschwingen sind dunkelbraun. Das Gefieder des Weibchens ist heller. Die Jungvögel unterscheiden sich von den Altvögeln durch den kastanienbraunen Scheitel, durch das hellere Gesicht, die kräftigere Zeichnung und den rötlich getönten beige endenden Schwanz. Die Unterseite ist rötlich beige mit einem spärlichen Fleckenmuster. Kehle und Unterschwanz sind cremefarben. Der Kontaktruf zur Brutzeit besteht aus einem lauten ki-ki-ki.

## Vorkommen
Der Seychellenfalke kommt auf Mahé, Silhouette, Praslin und North Island vor. Irrgäste wurden gelegentlich auf La Digue beobachtet. Auf Curieuse, Félicité, Marianne, Sainte Anne, Cerf Island, Longue, Thérèse, Grande Sœur und Petite Sœur ist er ausgestorben.

## Lebensraum
Der Seychellenfalke bewohnt dichte Sekundärwälder, felsiges Hochland, offenes Gelände, Kokosnussplantagen, Gärten und Städte. Er ist in Höhenlagen bis 900 Meter anzutreffen.

## Lebensweise
Die Hauptnahrung des Seychellenfalken besteht aus Echsen, insbesondere aus Skinken der Gattung Mabuya und aus Taggeckos. Weitere Nahrung beinhaltet Insekten, kleine Vögel und Mäuse. Der Seychellenfalke ist ein offener Ansitzjäger. Als Sitzwarten werden Pfähle, Bäume, Felsen oder Gebäude verwendet. Die Angriffe auf seine Beute erfolgen durch schnelle schwirrende Flügelschläge und durch Gleiten.
Die Brutzeit reicht von August bis Oktober. Genistet wird in Aushöhlungen, hauptsächlich an Felswänden mehr als 200 Meter über dem Boden aber auch in verlassenen Hirtenmaina-Nestern in Kokosnusspalmen sowie im Gesims von Gebäuden oder in Baumhöhlen. Die zwei bis drei Eier werden in 28 bis 31 Tagen ausgebrütet. Nach 35 bis 42 Tagen sind die Jungen flügge. Weitere 9 bis 24 Wochen verbleiben die Jungen im Revier der Eltern.

## Bestand und Gefährdung
Bis 1939 war der Seychellenfalke noch auf fast allen Inseln der Seychellen verbreitet. 1965 wurden weniger als 30 Exemplare auf Mahé gezählt. Bei nachfolgenden Studien zwischen 1972 und 1973 wurde jedoch ein Bestand von 49 Paaren festgestellt. Seit 1976 liegt die Population auf Mahé stabil bei 370 Paaren. Dazu kommen 10 Paare auf Silhouette und North sowie vier Paare auf Praslin. In der Vergangenheit wurde der Seychellenfalke als Unglücksbote und vermeintlicher Hühnerjäger verfolgt. Seit den 1960er-Jahren sind jedoch die in den Zimtplantagen verwendeten Pestizide für seinen Rückgang verantwortlich. Weitere Gefährdungen gehen von der Nahrungskonkurrenz durch eingeführte Schleiereulen, den Nachstellungen der Küken durch Ratten, Brände sowie von der Wohnungsbauentwicklung in den urbanen Gebieten aus. Die IUCN stuft die Art in die Kategorie gefährdet (vulnerable) ein.